# Newtech academy

Prezentare generală
NewTech Academy este o instituție de educație tehnologică din România care oferă programe de formare pentru adulți în domenii precum analiza datelor, programare, marketing digital, design grafic și securitate cibernetică.  
Înființată în 2021 în parteneriat cu Wawiwa Tech Training, cu sediul în Israel, compania este preocupată de problematica legată de recalificare și perfecționare a persoanelor în procesul de învățare permanentă pe parcursul vieții. 
Istoric
NewTech Acaqdemy a fost fondată și lansată în 2021 printr-un parteneriat global cu Wawiwa Tech Training, o companie israeliană de educație tehnologică (fondată de Eran Lasser).  Echipa fondatoare a inclus profesioniști români din domeniul tehnologiei, precum Dan Gheorghe (CTO) și Lavinia Chican (Membru în Consiliul de Administrație), Shay Hafzadi fiind CEO-ul academiei.
Parteneriate
NewTech Academy face parte din rețeaua globală de parteneri a 
- Wawiwa Tech Training
- Orange
- Huawei
- Banca Transilvania 
Autorizări / Acreditări
-  Ministerul Muncii, Familiei, Tineretului și Solidarității Sociale
- Ministerul Educației și Cercetării